# Metopoplus boursini
Metopoplus boursini är en fjärilsart som beskrevs av Brandt 1938. Metopoplus boursini ingår i släktet Metopoplus och familjen nattflyn. Inga underarter finns listade i Catalogue of Life.